# 湖侧褶蛙
湖侧褶蛙（学名：Pelophylax ridibunda）为赤蛙科侧褶蛙属的两栖动物。在中国大陆，分布于新疆等地。该物种的模式产地在俄罗斯